# Roberto Ferrari (gimnasta)
 Roberto Ferrari (Gènova, 8 de desembre de 1890 – Gènova, 27 de desembre de 1954) va ser un gimnasta artístic italià que va competir a començaments del segle xx.
El 1920 va prendre part en els Jocs Olímpics d'Anvers, on guanyà la medalla d'or en el concurs complet per equips del programa de gimnàstica.